# Jastrzębie Zdrój Moszczenica
Jastrzębie Zdrój Moszczenica – zlikwidowana stacja kolejowa w Jastrzębiu-Zdroju, w sołectwie Moszczenica w województwie śląskim. Znajdowała się na wysokości 230 m n.p.m.

## Historia
Stacja kolejowa została otwarta 2 grudnia 1913 roku wraz z uruchomieniem odcinka Jastrzębie-Zdrój – Wodzisław Śląski linii kolejowej z Orzesza do Wodzisławia Śląskiego. Wybudowano obszerny kryty dachówką budynek, który mieścił poczekalnię, kasy biletowe oraz ekspedycję towarową, a stacja posiadała dwa perony. Od 1935 roku była to stacja węzłowa, gdy uruchomiona została linia kolejowa Moszczenica – Zebrzydowice. 1 czerwca 1997 roku zawieszono ruch pasażerski na obu liniach kolejowych. W 1999 roku po zawieszeniu kursowania pociągów towarowych na linii kolejowej, stacja została zlikwidowana, wówczas demontowano i rozkradano torowisko i infrastrukturę. Torowisko zostało zlikwidowane w 2004 roku. W budynku funkcjonuje firma budowlana.